# هربرت كوفمان
هربرت كوفمان (بالألمانية: Herbert Kaufmann)‏ هو كاتب وصحفي ألماني، ولد في 24 أغسطس 1920 في كولونيا في ألمانيا، وتوفي بنفس المكان في 27 نوفمبر 1976.